# Parablatticida magniclava
Parablatticida magniclava är en stekelart som beskrevs av Hayat 2003. Parablatticida magniclava ingår i släktet Parablatticida och familjen sköldlussteklar. Inga underarter finns listade i Catalogue of Life.